# Goya (1999)
Goya (Originaltitel: Goya en Burdeos, Videotitel: Goya in Bordeaux) ist ein spanischer Film des Regisseurs Carlos Saura aus dem Jahr 1999, er zeigt in einer Reihe von Rückblenden das Leben des spanischen Malers Francisco de Goya. 

## Handlung
Der taube und kranke Goya verbringt seine letzten Lebensjahre im französischen Exil in Bordeaux, da er als Liberaler nicht in Spanien unter der Herrschaft von Ferdinand VII. leben will.

## Hintergrund
Der Film zeigt in Form von Halluzinationen und Albträumen entscheidende Stationen im Leben des Malers, wie die Beziehung zur Herzogin von Alba und die Schrecken des Krieges gegen das napoleonische Frankreich.

## Auszeichnungen
Europäischer Filmpreis 2000
- Beste Kamera – Vittorio Storaro

Goya (Filmpreis) 2000
- Francisco Rabal – bester Schauspieler
- Vittorio Storaro – beste Kamera
- Pedro Moreno – beste Kostüme
- Pierre-Louis Thévenet – beste Ausstattung
- José Quetglás, Susana Sánchez und Blanca Sánchez – beste Maske